# Тик (телесериал)
«Тик» (англ. The Tick) — американский комедийный сериал, основанный на одноимённом герое комиксов Бена Эдлунда. Пилотный эпизод был выпущен 18 августа 2016 года. Премьера первой половины сериала состоялась 25 августа 2017 года на Amazon Video. Выход второй половины первого сезона состоялся 23 февраля 2018 года.
17 января 2018 года Amazon Video продлил сериал на второй сезон из 10-ти эпизодов, премьера которого состоялась 5 апреля 2019 года.
16 мая 2019 года сериал был закрыт после двух сезонов.

## Сюжет
Тик — неуязвимый супергерой в костюме синего клеща, который прибывает в Город, чтобы помочь бороться с преступностью и раскрыть загадочную фигуру из подпольно-криминального мира. Он начинает дружить с нервным и мягким молодым человеком по имени Артур, который становится его приятелем. Вместе они осознают, что давно считавшийся мертвым суперзлодей по кличке Террор и является тем самым загадочным человеком, терроризирующим Город.

## В ролях

### Основной состав
- Питер Серафинович — Тик
- Гриффин Ньюман — Артур Эверест
- Вэлори Керри — Дот Эверест
- Брендан Хайнс — Суперейн
- Яра Мартинес — Мисс Линт
- Скотт Списер — Оверкилл
- Джеки Эрл Хейли — Террор

### Второстепенный состав
- Майкл Серверис — Рамзес IV
- Брайан Гринберг — Дерек
- Алан Тьюдик — Дэнджербоат (озвучивание)

## Производство
В марте 2016 года стало известно, что Amazon Video заказал пилотный эпизод сериала «Тик» с Питером Серафиновичем в заглавной роли и Гриффином Ньюманом в роли Артура Эвереста. В пилоте также снялись Вэлори Керри в роли Дот Эверест, сестры Артура, и Брендан Хайнс в роли Суперейна. В апреле 2016 года Джеки Эрл Хейли получил роль Террора. В сентябре того же года Amazon Video заказал первый сезон из 12-ти эпизодов. Бюджет за эпизод составляет $5 млн.

## Релиз
Пилотный эпизод вышел на Amazon Video 18 августа 2016 года, а последующие пять эпизодов были выпущены 25 августа.

### Список эпизодов
| Сезон | Серии | Серии | Даты показа     | Даты показа     |
| ----- | ----- | ----- | --------------- | --------------- |
| 1     | 12    | 1     | 18 августа 2016 | 18 августа 2016 |
| 1     | 12    | 5     | 25 августа 2017 | 25 августа 2017 |
| 1     | 12    | 6     | 23 августа 2018 | 23 августа 2018 |
| 2     | 10    | 10    | 5 апреля 2019   | 5 апреля 2019   |

### Сезон 1 (2016—2018)
| № общий | № в сезоне | Название | Режиссёр         | Автор сценария                                                                             | Дата премьеры   |
| --- | ---------- | --- | ---------------- | ------------------------------------------------------------------------------------------ | --------------- |
| 1 | 1          | «Тик» «The Tick» | Уолли Пфистер    | Бен Эдлунд                                                                                 | 18 августа 2016 |
| В мире, где супергерои и злодеи реальны, непритязательный офисный работник Артур становится одержимым зловещим заговором, который, по его мнению, захватил Город. Все думают, что он сумасшедший, кроме его таинственного нового союзника, Тика, странного синего супергероя, который может быть просто плодом воображения Артура. |            | |                  |                                                                                            |                 |
| 2 | 2          | «Где мой разум?» «Where's My Mind»                                                                                            | Уолли Пфистер    | Бен Эдлунд                                                                                 | 25 августа 2017 |
| Тик и Артур вступают в стычку с местной злодейкой мисс Линт и её бандой, которая не остановится ни перед чем, чтобы вернуть таинственный сверхзвук, который Тик забрал у них и отдал Артуру. |            | |                  |                                                                                            |                 |
| 3 | 3          | «Секрет / Идентичность» «Secret / Identity»                                                                                   | Ромео Тироне     | Дэвид Фьюри                                                                                | 25 августа 2017 |
| Артур берет перерыв от охоты на преступников и пытается вернуться к своей безопасной, нормальной и не героической жизни в роли ничего не подозревающего бухгалтера. Тик признается в экзистенциальном кризисе. |            | |                  |                                                                                            |                 |
| 4 | 4          | «Незваные гости» «Party Crashers»                                                                                             | Шери Фоксон      | Джо Пиарулли и Луан Томас                                                                  | 25 августа 2017 |
| Тик портит семейный праздник Эверестов, чтобы убедить сестру Артура, Дот, что судьба её брата — быть супергероем. Ещё одна более опасная вечеринка угрожает Артуру и его семье. |            | |                  |                                                                                            |                 |
| 5 | 5          | «Страх перед полетом» «Fear of Flying»                                                                                        | Лев Л. Спиро     | Сьюзэн Харвитц Арнесон                                                                     | 25 августа 2017 |
| Тик и Дот пытаются помочь Артуру научиться контролировать его полеты в суперкостюме. Банда под названием «Пирамида» начинает на них охоту.. У мисс Линт неожиданный звонок. |            | |                  |                                                                                            |                 |
| 6 | 6          | «Возвышение» «Rising» | Ромео Тироне     | Хосе Молина                                                                                | 25 августа 2017 |
| Тик и Артур пытаются использовать Рамзеса, чтобы доказать, что Террор жив. Мисс Линт пользуется советами старого друга. |            | |                  |                                                                                            |                 |
| 7 | 7          | «Байка из склепа» «Tale from the Crypt»                                                                                       | Тор Фройденталь  | Дэвид Фьюри                                                                                | 23 февраля 2018 |
| 8 | 8          | «После полуночи» «After Midnight»                                                                                             | Кейт Деннис      | Марк Ганек                                                                                 | 23 февраля 2018 |
| 9 | 9          | «Мой обед с андроидом» «My Dinner with Android»                                                                               | Кейт Деннис      | Рассказ: Кристофер Маккалок и Хосе Молина Телесценарий: Бэн Эдлунд и Сьюзен Гурвиц Арнесон | 23 февраля 2018 |
| 10 | 10         | «Рискованный висмут» «Risky Bismuth»                                                                                          | Розмари Родригес | Сьюзен Гурвиц Арнесон                                                                      | 23 февраля 2018 |
| 11 | 11         | «Начало конца» «The Beginning of the End»                                                                                     | Ромео Тироне     | Хосе Молина                                                                                | 23 февраля 2018 |
| 12 | 12         | «Конец начала (или начало эпохи супергероев)» «The End of the Beginning (Or the Start of the Dawn of the Age of Superheroes)» | Тор Фройденталь  | Бэн Эдлунд и Дэвид Фьюри                                                                   | 23 февраля 2018 |

### Сезон 2 (2019)
| № общий | № в сезоне | Название                                                 | Режиссёр       | Автор сценария                 | Дата премьеры  |
| ------- | ---------- | -------------------------------------------------------- | -------------- | ------------------------------ | -------------- |
| 13      | 1          | «Урок первый: Думай быстрее!» «Lesson One: Think Quick!» | Ромео Тироне   | Бен Эдлунд                     | 05 апреля 2019 |
| 14      | 2          | «A.E.G.I.S и ты» «A.E.G.I.S and You»                     | Ромео Тироне   | Дэн Хернандес и Бенджи Самит   | 05 апреля 2019 |
| 15      | 3          | «Горячий бежевый!» «Hot Beige!»                          | Линда Мендоса  | Кит Босс                       | 05 апреля 2019 |
| 16      | 4          | «Кровь и торт» «Blood and Cake»                          | Линда Мендоса  | Сьюзен Гурвиц Арнесон          | 05 апреля 2019 |
| 17      | 5          | «Магия реальна» «Magic is Real»                          | Карол Бэнкер   | Марк Ганек                     | 05 апреля 2019 |
| 18      | 6          | «Категорически говоря» «Categorically Speaking»          | Карол Бэнкер   | Адам Старкс и Франческа Гайлес | 05 апреля 2019 |
| 19      | 7          | «Лей-Ло, Хо!» «Lei-Lo, Ho!»                              | Венди Станцлер | Кит Босс                       | 05 апреля 2019 |
| 20      | 8          | «Джоан!» «Joan!»                                         | Венди Станцлер | Джоанна Стоукс                 | 05 апреля 2019 |
| 21      | 9          | «В лесу» «In the Woods»                                  | Кейт Деннис    | Сьюзен Гурвиц Арнесон          | 05 апреля 2019 |
| 22      | 10         | «Выбрать любовь!» «Choose Love!»                         | Ромео Тироне   | Бен Эдлунд                     | 05 апреля 2019 |

## Отзывы критиков
На сайте-агрегаторе Rotten Tomatoes первый сезон получил 95 % «свежести» на основе 63-х отзывах критиков со средним рейтингом 7,4 из 10. На Metacritic сериал получил 72 балла из ста на основе 23-х «в общем положительных» рецензиях.